# Jorge Andrade
Jorge Manuel Almeida Gomes Andrade [ˈʒɔɾʒɯ ãˈdɾadɯ] (* 9. April 1978 in Lissabon) ist ein ehemaliger portugiesischer Fußballspieler.

## Karriere

### Im Verein
Der Innenverteidiger Jorge Andrade gab beim CF Estrela Amadora in der Saison 1997/98 sein Profidebüt und konnte mit dem Klub mit Rang sieben in der höchsten portugiesischen Spielklasse, der Primeira Liga, sofort die beste Platzierung in der Vereinsgeschichte feiern.
In den folgenden Jahren machte er durch gute Leistungen auf sich aufmerksam und wurde im Jahr 2000 schließlich vom Spitzenklub FC Porto verpflichtet, wo er zwei Jahre lang Stammspieler war.
Im Sommer 2002 wechselte Jorge Andrade für ca. 12 Mio. Euro zum spanischen Klub Deportivo La Coruña.
Zur Saison 2007/08 wechselte Andrade zum italienischen Rekordmeister Juventus Turin, die eine Ablösesumme von etwa zehn Millionen Euro an La Coruña zahlten. Bereits am fünften Spieltag zog er sich beim Auswärtsspiel bei der AS Rom einen Bruch der linken Kniescheibe zu. Seine Rückkehr wurde ursprünglich für Ende Februar 2008 erwartet. Nach einer weiteren Operation im März 2008 war die Teilnahme an der Fußball-Europameisterschaft 2008 nicht möglich. Am 10. Juli 2008 verletzte sich Jorge Andrade erneut am linken Knie und musste wiederum operiert werden, weshalb er wieder einige Monate pausieren musste. Im April 2009 wurde Andrades Vertrag bei Juventus im beiderseitigen Einvernehmen aufgelöst.

### In der Nationalmannschaft
Jorge Andrade debütierte am 25. April 2001 im Spiel gegen Frankreich unter Trainer António Oliveira in der portugiesischen Nationalmannschaft.
In der Folge nahm er mit Portugal an der Weltmeisterschaft 2002 und der Europameisterschaft 2004 im eigenen Land teil, wo er, trotz eines Eigentores im Halbfinale gegen die Niederlande, mit seinem Land Vize-Europameister wurde. Bei der Fußball-Weltmeisterschaft 2006 in Deutschland fehlte er wegen einer Knieverletzung.

## Erfolge

### Im Verein
- Portugiesischer Pokalsieger: 2001 (mit dem FC Porto)
- Portugiesischer Super-Cup-Sieger: 2001 (mit dem FC Porto)
- Spanischer Super-Cup-Sieger: 2002 (mit Deportivo La Coruña)

### In der Nationalmannschaft
- Vize-Europameister: 2004